# Agustín Lara
Ángel Agustín María Carlos Fausto Mariano Alfonso del Sagrado Corazón de Jesús Lara y Aguirre del Pino, mehiški skladatelj, *30. oktober 1900, Tlacotalpan, Mehika, †6. november 1970, Ciudad de México, Mehika.
Lara je zložil preko 700 najrazličnejših skladb, svetovno slavo pa je dosegel s pesmijo Granada, ki jo je spisal leta 1932. Še danes je skladba del železnega repertoarja prenekaterih tenoristov.